# Mount Tullu Dimtu
Tullu Dimtu (Afan Oromo: Tulluu Diimtuu) je čtvrtý nejvyšší vrchol v Etiopii s nadmořskou výškou 4389 metrů po Ras Dashen (4550 m), Ancua (4462 m) a Kidus Yared (4453 m).
Tullu Dimtu je součástí pohoří Bale v regionu Oromia v jihovýchodní Etiopii, a nachází se v národním parku Bale. Přes vrchol vede rozvodí mezi povodím řek Weyib a Shebelle.
Na vrchol vede hrubá štěrková cesta, která je čtvrtou nejvýše položenou cestou v Africe.